# Liste der denkmalgeschützten Objekte in Mäder
Die Liste der denkmalgeschützten Objekte in Mäder enthält die 5 denkmalgeschützten, unbeweglichen Objekte der Gemeinde Mäder.

## Denkmäler
| Foto |                 | Denkmal                                                                          | Standort                              | Beschreibung | Metadaten |
| ---- | --------------- | -------------------------------------------------------------------------------- | ------------------------------------- | --- | --- |
| ja   | Datei hochladen | Kath. Pfarrkirche hl. Bartholomäus und Friedhof HERIS-ID: 74663 Objekt-ID: 88092 | Kirchweg 4 Standort KG: Mäder         | Die ehemalige Filiale von Montlingen am linken Ufer des Rheins gehörte als Pfarre Montlingen zur Pfarre der Liebfrauenbergkirche in Rankweil. Die Kirche wurde 1650 oder 1654 zur Pfarrkirche erhoben. Eine Kapelle bestand 1596 unter dem Patronat des Grafen von Hohenems. Ab 1726 erfolgte ein Neubau einer Kirche, welcher 1746 erweitert wurde. 1762 wurde der Turm erbaut und im Ende des 19. Jahrhunderts erhöht. 1931 wurde die Kirche mit dem Baumeister Hilti und Otto Gisinger verlängert. 1982 wurde die Sakristei angebaut. | BDA-Hist.: Q27665905 Status: § 2a Stand der BDA-Liste: 2025-06-30 Name: Kath. Pfarrkirche hl. Bartholomäus und Friedhof GstNr.: .1, 1 Pfarrkirche Hl. Bartholomäus (Mäder) |
| ja   | Datei hochladen | Bauernhaus, Rheintalhaus HERIS-ID: 33515 Objekt-ID: 31103                        | Reichshofstraße 1 Standort KG: Mäder  | Das Rheintalhaus stammt aus der Zeit um 1800. Das Wohnhaus ist ein verschindelter Blockbau; Tenne und Stall schließen an. | BDA-Hist.: Q37952550 Status: Bescheid Stand der BDA-Liste: 2025-06-30 Name: Bauernhaus, Rheintalhaus GstNr.: .76                                                           |
| ja   | Datei hochladen | Bauernhof (Anlage) HERIS-ID: 74667 Objekt-ID: 88097                              | Rheinstraße 19 Standort KG: Mäder     | Das sogenannte „Tatschhüsle“ (Tatschhaus) in der Rheinstraße 19 wird in einer Veröffentlichung der Gemeinde beschrieben als „beeindruckendes Zeugnis der bescheidenen Lebensverhältnisse, die im 18. Jahrhundert in Arbeiterfamilien im Rheintal herrschten“. | BDA-Hist.: Q38136282 Status: § 2a Stand der BDA-Liste: 2025-06-30 Name: Bauernhof (Anlage) GstNr.: .67                                                                     |
| ja   | Datei hochladen | Kruzifix HERIS-ID: 74675 Objekt-ID: 88105                                        | bei Schlössleweg 1 Standort KG: Mäder | | BDA-Hist.: Q38136310 Status: § 2a Stand der BDA-Liste: 2025-06-30 Name: Kruzifix GstNr.: 804/2                                                                             |
| ja   | Datei hochladen | Wohnhaus, Mäderer Schlößle HERIS-ID: 74662 Objekt-ID: 88091                      | Schlössleweg 4 Standort KG: Mäder     | Das Haus mit steilem Satteldach stammt im Kern aus dem 16. Jahrhundert. Es diente vermutlich einst als Zehentgebäude der Herrschaft Neuburg. | BDA-Hist.: Q38136265 Status: Bescheid Stand der BDA-Liste: 2025-06-30 Name: Wohnhaus, Mäderer Schlößle GstNr.: 10/1                                                        |